# Taça de Portugal 1960-1961
La Taça de Portugal 1960-1961 fu la 21ª edizione della Coppa di Portogallo. Il Leixões conquistò il suo primo titolo nazionale della sua storia, battendo in finale il Porto.

## Squadre partecipanti
In questa edizione erano presenti tutte le squadre di Primeira Divisão e di Segunda Divisão e i campioni di Madera e di Mozambico i quali andarono direttamente ai quarti.

### Primeira Divisão

#### 14 squadre
| - Académica - Atlético CP - Barreirense - Belenenses - Benfica | - Braga - Covilhã - CUF Barreiro - Leixões - Lusitano | - Porto - Salgueiros - Sporting Lisbona - Vitória Guimarães |

### Segunda Divisão

#### 28 squadre
| - Alhandra - Beira-Mar - Benfica e C.B. - Boavista - Caldas - Chaves - Desportivo Beja | - Estoril Praia - Farense - Feirense - Gil Vicente - Juventude de Évora - Lusitano VRSA - Marinhense | - Montijo - Olhanense - Olivais - Oliveirense - Oriental Lisbona - Peniche - Portimonense | - Sacavenense - Sanjoanense - Torreense - União de Coimbra - União de Montemor - Vianense - Vitória Setúbal |

### Altre partecipanti
- Sporting L. Marques (campione di Mozambico)
- União Madeira (campione di Madera)

## Primo turno
|                   | Risultato |                    | Andata | Ritorno |  |
| ----------------- | --------- | ------------------ | ------ | ------- |  |
| Vitória Setúbal   | 5 - 0     | Estoril Praia      | 3 - 0  | 2 - 0   |  |
| Vianense          | 2 - 8     | Belenenses         | 1 - 4  | 1 - 4   |  |
| União de Montemor | 4 - 8     | Beira-Mar          | 2 - 0  | 2 - 8   |  |
| União de Coimbra  | 1 - 7     | Vitória Guimarães  | 0 - 4  | 1 - 3   |  |
| Torreense         | 1 - 3     | Sacavenense        | 1 - 0  | 0 - 3   |  |
| Covilhã           | 2 - 4     | Olhanense          | 1 - 1  | 1 - 3   |  |
| Braga             | 7 - 4     | Lusitano VRSA      | 4 - 2  | 3 - 2   |  |
| Portimonense      | 3 - 5     | Sanjoanense        | 1 - 1  | 2 - 4   |  |
| Chaves            | 4 - 1     | Olivais            | 4 - 0  | 0 - 1   |  |
| Caldas            | 3 - 1     | Oriental Lisbona   | 2 - 0  | 1 - 1   |  |
| Salgueiros        | 3 - 10    | Benfica            | 2 - 3  | 1 - 7   |  |
| Peniche           | 2 - 10    | CUF Barreiro       | 1 - 5  | 1 - 5   |  |
| Oliveirense       | 2 - 3     | Benfica e C.B.     | 2 - 0  | 0 - 3   |  |
| Montijo           | 7 - 2     | Juventude de Évora | 6 - 0  | 1 - 2   |  |
| Marinhense        | 3 - 4     | Farense            | 2 - 1  | 1 - 3   |  |
| Feirense          | 6 - 3     | Gil Vicente        | 5 - 1  | 1 - 2   |  |
| Porto             | 5 - 2     | Lusitano           | 3 - 0  | 2 - 2   |  |
| Barreirense       | 5 - 3     | Académica          | 4 - 2  | 1 - 1   |  |
| Boavista          | 7 - 2     | Desportivo Beja    | 5 - 0  | 2 - 2   |  |
| Atlético CP       | 0 - 4     | Sporting Lisbona   | 0 - 2  | 0 - 2   |  |
| Alhandra          | 2 - 6     | Leixões            | 2 - 2  | 0 - 4   |  |

## Secondo turno
- Sporting Lisbona

|                   | Risultato |                | Andata | Ritorno | Spareggio |  |
| ----------------- | --------- | -------------- | ------ | ------- | --------- |  |
| Vitória Setúbal   | 6 - 1     | Benfica e C.B. | 5 - 0  | 1 - 1   |           |  |
| Vitória Guimarães | 1 - 1     | Montijo        | 1 - 0  | 0 - 1   | 2 - 1     |  |
| Chaves            | 5 - 4     | Sanjoanense    | 4 - 1  | 1 - 3   |           |  |
| Sacavenense       | 6 - 3     | Farense        | 3 - 1  | 3 - 2   |           |  |
| Leixões           | 3 - 2     | Caldas         | 2 - 1  | 1 - 1   |           |  |
| Feirense          | 1 - 9     | CUF Barreiro   | 1 - 2  | 0 - 7   |           |  |
| Barreirense       | 1 - 1     | Braga          | 1 - 0  | 0 - 1   | 1 - 2     |  |
| Boavista          | 2 - 10    | Porto          | 2 - 7  | 0 - 3   |           |  |
| Benfica           | 12 - 1    | Olhanense      | 8 - 1  | 4 - 0   |           |  |
| Belenenses        | 11 - 1    | Beira-Mar      | 7 - 0  | 4 - 1   |           |  |

## Terzo turno
- Belenenses

|                   | Risultato |                  | Andata | Ritorno | Spareggio |  |
| ----------------- | --------- | ---------------- | ------ | ------- | --------- |  |
| Vitória Guimarães | 2 - 5     | Leixões          | 0 - 1  | 2 - 4   |           |  |
| Braga             | 1 - 15    | Sporting Lisbona | 1 - 6  | 0 - 9   |           |  |
| Chaves            | 3 - 3     | Sacavenense      | 3 - 0  | 0 - 3   | 3 - 4     |  |
| CUF Barreiro      | 2 - 8     | Porto            | 2 - 5  | 0 - 3   |           |  |
| Benfica           | 4 - 5     | Vitória Setúbal  | 3 - 1  | 1 - 4   |           |  |

## Quarti di finale
|                     | Risultato |                 | Andata | Ritorno |  |
| ------------------- | --------- | --------------- | ------ | ------- |  |
| Sporting L. Marques | 2 - 8     | Belenenses      | 1 - 4  | 1 - 4   |  |
| Sporting Lisbona    | 4 - 2     | Vitória Setúbal | 4 - 1  | 0 - 1   |  |
| Sacavenense         | 3 - 14    | Porto           | 1 - 5  | 2 - 9   |  |
| Leixões             | 6 - 1     | União Madeira   | 3 - 1  | 3 - 0   |  |

## Semifinali
|                  | Risultato |         | Andata | Ritorno |  |
| ---------------- | --------- | ------- | ------ | ------- |  |
| Belenenses       | 3 - 5     | Leixões | 2 - 3  | 1 - 2   |  |
| Sporting Lisbona | 3 - 5     | Porto   | 2 - 1  | 1 - 4   |  |

## Finale
| Arbitro: | Décio Freitas (Lisbona) |

|                           |           |  |
| Silva 66’ Oliveirinha 69’ | Marcatori |  |

| Leixões | Porto |

### Formazioni
| Leixões     |   |                    |
|             |   |                    |
| POR         | 1 | José Rosas         |
| DIF         |   | Ventura            |
| DIF         |   | Santana            |
| DIF         | 3 | Joaquim Pacheco () |
| DIF         |   | Jacinto Santos     |
| DIF         |   | Raúl Machado       |
| CEN         |   | Osvaldo Silva      |
| CEN         |   | António Medeiros   |
| ATT         | 7 | Oliveirinha        |
| ATT         |   | Silva              |
| ATT         |   | Gomes              |
| Sostituiti: |   |                    |
| Allenatore: |   |                    |
| Filpo Nunez |   |                    |

| Porto              |   |                   |
|                    |   |                   |
| POR                | 1 | Acúrcio Carrelo   |
| DIF                |   | Virgílio ()       |
| DIF                |   | Miguel Arcanjo    |
| DIF                |   | António Barbosa   |
| CEN                |   | Ivan Palmeira     |
| CEN                |   | Monteiro da Costa |
| CEN                |   | Hernâni           |
| ATT                |   | Carlos Duarte     |
| ATT                |   | Fernando Perdigão |
| ATT                |   | Noé Castro        |
| ATT                |   | Serafim Pereira   |
| Sostituiti:        |   |                   |
| Allenatore:        |   |                   |
| Francisco Reboredo |   |                   |